# Grandisonia alternans
Grandisonia alternans es una especie de anfibio gimnofión de la familia Caeciliidae.
Es endémica de las islas Seychelles. Se halla a altitudes menores de 400 m s. n. m. en las islas de Mahé, Praslin, La Digue, Félicité, Fregate, Sainte-Anne y Silhouette. 
Sus hábitats naturales incluyen bosques secos tropicales, montanos secos, ríos, marismas de agua dulce, corrientes intermitentes de agua dulce, plantaciones, áreas urbanas jardines rurales y zonas previamente boscosas ahora muy degradadas.